# М'єрово
М'єрово (словац. Mierovo) — село в окрузі Дунайська Стреда Трнавського краю Словаччини. Площа села 6,19 км². Станом на 31 грудня 2015 року в селі проживав 461 житель.

## Історія
Перші згадки про село датуються 1260 роком.

## Географія
Протікає канал Томашов-Легниці.

## Населення
| Рік:            | 1994. | 2004.   | 2014.   | 2024.   |
| --------------- | ----- | ------- | ------- | ------- |
| Кількість осіб: | 390   | 415     | 454     | 461     |
| Різниця:        |       | +6,41 % | +9,39 % | +1,54 % |

| Рік:            | 2023. | 2024.   |
| --------------- | ----- | ------- |
| Кількість осіб: | 453   | 461     |
| Різниця:        |       | +1,76 % |